# 異形大進擊
《異形大進擊》是於1988年推出；由美國遊戲商盧卡斯影業遊戲與新時代作家大衛·史潘格勒（David Spangler）合力開發，以擊退入侵地球外星人為題材的喜劇風格冒險遊戲。

## 方法
作品採用前一款盧卡斯影業遊戲在1987年發行的冒險遊戲《瘋狂大樓》之遊戲引擎SCUMM，因此操控界面上有著雷同的風格，及畫面下方有著十數個操控指令供玩家選用。如當玩家可使用「拾起」（Pick Up）來嘗試撿起認為可能是闖關用的關鍵物品、或是使用「讀取」（Read）來觀察畫面上各事物的資訊。
《異形大進擊》與《瘋狂大樓》相同，能讓玩家切換不同角色在各不同遊戲場景闖蕩。

## 劇情
故事背景架構在幻想的1997年，遊戲主角柴克·麥可拉根（Zak McKracken）是一位內心夢想能獲得普立茲獎、但現實情況是僅能靠著在地方小報《全民追查員》（National Inquisitor）上撰寫不入流文章謀生的作家。某日柴克觀察發現到；在他生活周遭裡隱藏著來自宇宙的異形外星人正在企圖征服地球種種跡象。隨後柴克得知異形外星人在利用著透過一種能讓地球人腦袋變蠢、名為「心靈折磨機」的機械（Mind Bending Machine）來設法占領整個世界。
為了擊退企圖不軌的異形外星人，柴克後續便與科學家安妮·菈莉絲（Annie Larris）、以及兩名就讀耶魯大學混合性別教育科系的女學生梅莉莎·柴娜（Melissa China）、茉絲莉·蓓內特（Leslie Bennett）連手找尋重組一套散佈在地球與火星各地某處、能夠抵抗異形外星人的特殊裝置來設法拯救世界。

## 開發
盧卡斯影業遊戲的設計師大衛·福克斯；曾有著計劃開發一款具新時代運動風格遊戲的念頭。在他完成1986年遊戲《魔王迷宮》後，公司經理史蒂夫·阿諾德（Steve Arnold）向福克斯表示他與新紀元作家大衛·史潘格勒是朋友；可以安排讓福克斯和對方見面。在福克斯前往西雅圖與史潘格勒會面後，史潘格勒提及到歷史上正式記載目睹不明飛行物紀錄便是在當地的瑞尼爾山、以及有關火星上的人面岩塞東尼亞區等事情給予了福克斯很多靈感。
在正式將靈感用在新開發遊戲《異形大進擊》上後，起初福克斯將主角設計成名為傑森（Jason）的大報社公司記者，劇情則偏向較嚴肅的內容。之後開發團隊之一成員羅恩·吉伯特建議應該讓作品更具幽默感，於是便將主角身份改成地方小報作家；並將他的名字更換為柴克·麥可拉根，其中柴克·麥可拉根是從電話簿裡所挑選拼湊的名字。

## 發行
遊戲最先在Commodore 64主機平台上發行，之後陸續於DOS、Amiga等平台推出，其中在DOS上另有推出支援EGA格式顯示卡的改良版本。
在美國海外日本市場上發行的《異形大進擊》方面，有請曾替盧卡斯影業遊戲處理《瘋狂大樓》移植到FC遊戲機上事務的道格拉斯·克羅克福特負責改版，而日本版的《異形大進擊》在遊戲封面、手冊插圖部份也有請漫畫家弓月光重新改繪成日式動漫風格。
往後2015年3月期間電子遊戲線上零售商GOG.com則以數位發行方式在市面上重新推出了《異形大進擊》。

## 評價
遊戲雜誌方面《電腦遊戲世界》認為雖然《異形大進擊》內容不差，但應該能可以有更好的表現，但遊戲在探索環境方面的自由度與《瘋狂大樓》相較之下沒有做得較好。《Compute!》表示雖然不會討厭《異形大進擊》這款遊戲，但希望盧卡斯影業遊戲下次可嘗試做出不同於搞笑風格、需靠解謎闖關的作品。《龍》方面給予此作品五顆星中三顆半星的中上水準。
評論冒險遊戲的網站AdventureGamers則將《異形大進擊》評上五顆星中四顆星的佳作分數，表示著在玩過盧卡斯出品的各款遊戲後；若心裡有會希望他們能持續推出、且保持該有風格的作品，那就是《異形大進擊》這樣的遊戲了。

## 愛好者版本
《異形大進擊》曾被一些愛好者改編成數款非官方的續集作品，包括2002年的《柴克麥可拉根的新冒險》（The New Adventures of Zak McKracken）、2015年的《柴克麥可拉根：時間與空間之間》（Zak McKracken: Between Time and Space）。其中《柴克麥可拉根：時間與空間之間》有被德國電腦雜誌《GameStar》和《Chip》評為是史上最佳免費遊戲之一。
另曾有兩款名為《柴克麥可拉根與異形搖滾手》（Zak McKracken and the Alien Rockstars）和《柴克麥可拉根與孤獨海獸》（Zak McKracken and the Lonely Sea Monster）的《異形大進擊》愛好者遊戲有計畫開發，但《柴克麥可拉根與異形搖滾手》在2008年終止企劃；《柴克麥可拉根與孤獨海獸》在2007年宣佈開始進行後尚未有成品出現。